# Vahbí Hazrí
Vahbí Hazrí (arabul: وهبي خزري;  Ajaccio, 1991. február 8. –) francia születésű tunéziai válogatott labdarúgó, a Montpellier játékosa.

## Pályafutása

### A válogatottban
2013 és 2022 között 74 alkalommal szerepelt a tunéziai válogatottban és 25 gólt szerzett.

## Sikerei, díjai
- SC Bastia
- Championnat de France National
  - bajnok: 2010–11
- Ligue 2
  - bajnok: 2011–12

Saint-Étienne
- Francia kupa (Coupe de France)
  - döntős: 2020

## Külső hivatkozások
- Wahbi Khazri LFP
- Wahbi Khazri Transfermarkt